# 真辉格党
真輝格黨（英語：True Whig Party，簡稱TWP），亦稱利比里亞輝格黨（Liberian Whig Party，簡稱LWP），是利比里亞及非洲最古老的政黨。真輝格黨成立於1869年，主要由美裔利比里亞人創立，歷史上的主要對手為共和黨。在後者衰落之後，該黨在1878年至1980年間為利比里亞的執政黨，是目前世界史上連續執政時間最長的政黨，達102年。
其政黨名稱源於美國的輝格黨。真輝格黨的吉祥物為象，取自輝格黨的繼承者共和黨。

## 歷史

### 真輝格黨的形成（1869年—1878年）
1817年至1867年期间，在美国殖民协会的组织下，约13,000名的美國黑奴横越大西洋，怀揣着“对自由的爱把我们带到这里（The Love of Liberty Brought Us Here）”的信念，来到西非的胡椒海岸，建立起自己的定居点。他们在西非建立了两支非裔美国人的殖民地：其中一支来自英属北美的非裔黑人忠诚派并入了英国建立的塞拉利昂殖民地，定居在弗里敦，他们的后代被称为克里奥尔人，并发展出所谓的克里奥尔语；另一支则成为了美裔利比里亞人。
在殖民地建立早期，美裔利比里亞人坚持他们的基督教信仰，只有偶尔会与非洲传统宗教相综撮。他们讲非裔美国人白话英语，很少干涉当地土著的事务，亦很少与之来往。来自美国（尤其是南部）的政治、社会、文化因素深深影响着他们，这使得利比里亚成为美裔利比里亞人領導的社会。1869年，美裔利比里亞人在克萊亞甚蘭鎮成立了真輝格黨。在真輝格黨成立早期，真輝格黨的意識形態深受美國的輝格黨影響。
從19世紀胡椒海岸殖民地建立伊始，到20世紀80年代塞繆爾·多伊發動政變的超過130年間，美裔利比里亞人及其後裔作為一個人口僅佔該國總人口5%的少數族群，卻始終一直壟斷與主導着利比里亞的政治、社會、文化及經濟等各方面，並統治了人口佔多數的土著居民超過一個世紀之久。

### 茁壯、獨大及長期執政（1878年—1980年）

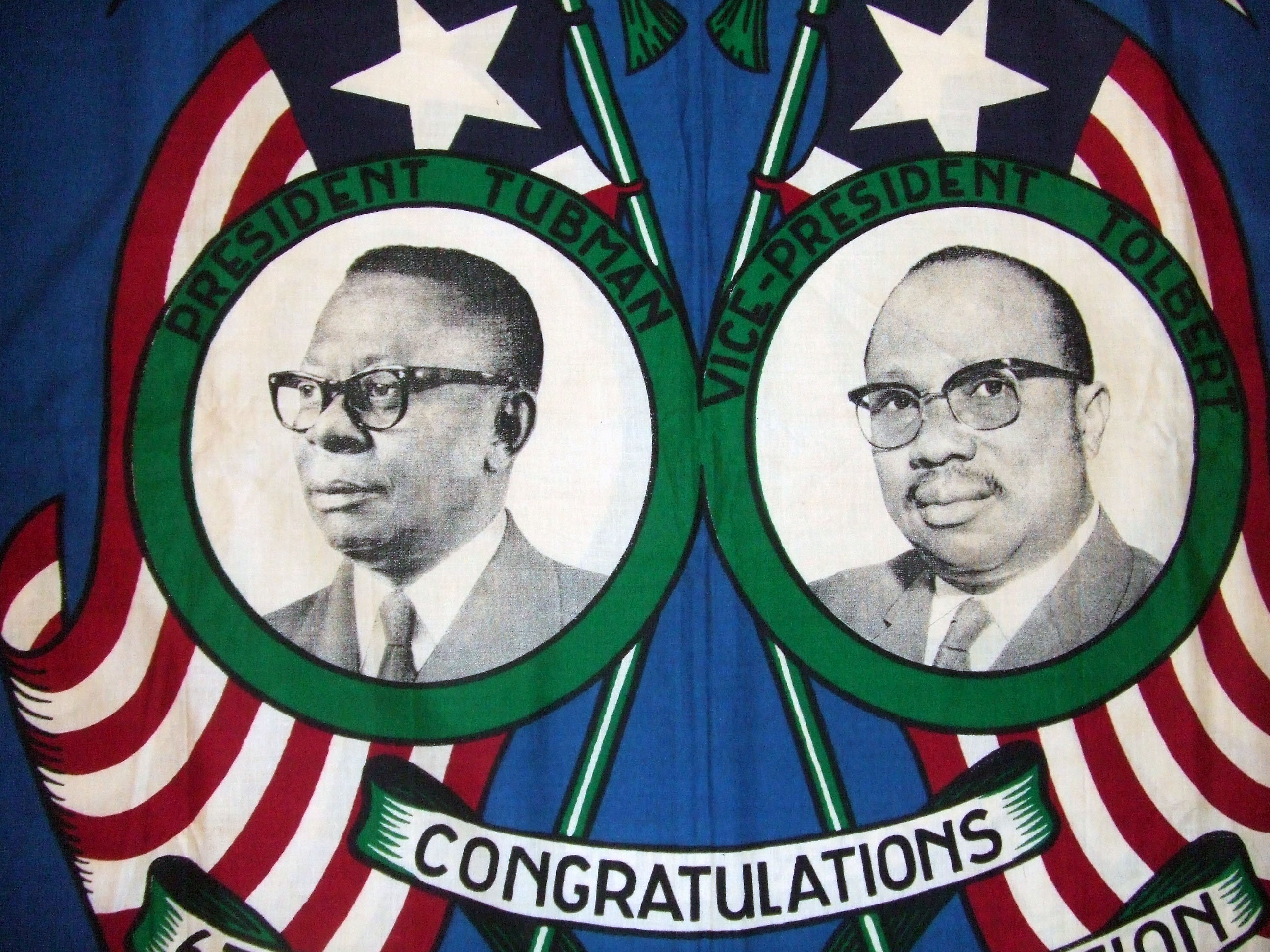
真輝格黨在1960年代的選舉宣傳橫額，圖中為時任總統威廉·杜伯曼（左）及副總統威廉·托爾伯特（右）。

1878年1月7日，真輝格黨的安東尼·加迪納當選總統，從此真輝格黨連續執掌利比里亞政治權力長達102年。從1878年至1980年的102年期間，真輝格黨一直為利比里亞執政黨，主導着該國的政治形勢，而真輝格黨亦成為自近代政黨制度建立以來連續執政時間最長的政黨。在真輝格黨執政期間，一切反對真輝格黨的政黨被禁止活動，令利比里亞幾乎成為一個一黨制的國家，雖然反對黨從來沒有被取締的程度。
從1847年利比里亞正式獨立後的130多年間，該國始終處於由美裔利比里亞人領導的共和黨或真輝格黨的統治之下。美裔利比里亞人及其後代幾乎100％擁有投票權，而真輝格黨與共濟會成員關係密切。真輝格黨支持強迫勞動。與此同時，真輝格黨亦对利比里亚过去的可观、长期的经济增长作出了主要的贡献，威廉·杜伯曼总统时期，國家投入了大量資金，采取了许多措施吸引外企投资，并努力消除美裔利比里亞人族群与内陆的土著居民族群之间的政治、经济、社会方面的差异。1979年，反對派發動暴動，遭威廉·托尔伯特总统以武裝鎮壓。

### 結束執政及多伊獨裁統治（1980年—1989年）
1980年4月12日，以總統衛隊的克蘭族人塞繆爾·卡尼翁·多伊軍士長為首的17名士兵發動軍事政變，推翻並處死了威廉·托尔伯特总统，托尔伯特在军事政变中被殺害後，真輝格黨失去了權力，成為反對黨。真輝格黨的絕大多數黨員和支持者離開了該黨，但作為反對黨的真輝格黨號召民眾鬥爭。大部分美裔利比里亞人家庭在1980年代逃往美国。這場政变結束了美裔利比里亞人及真輝格黨對利比里亞政權一百多年的壟斷，多伊成為第一個當地土著黑人出身的國家元首。然而，其後多伊政權的獨裁統治最終導致1990年代爆發第一次利比里亞內戰，並使該國經濟迅速崩潰。

### 兩次內戰（1989年—2003年）
1989年12月24日，利比里亚全国爱国阵线在科特迪瓦组织反政府武装，在查尔斯·泰勒的领导下攻入利比里亚，第一次利比里亞內戰爆发。1990年7月，爱国阵线攻入蒙罗维亚，旋即分裂为两派，利比里亚陷入混战。8月，西非国家经济共同体派遣維和部隊进入蒙罗维亚，与泰勒派武装发生冲突。在国际社会斡旋下，各派在冈比亚首都班珠尔召开会议，成立“全国团结临时政府”。9月，多伊被俘，枪决后陈尸蒙罗维亚街头。11月，索耶就任全国团结临时政府总统，但遭到泰勒的反对。1991年3月，利比里亚内战扩展到邻国塞拉利昂和几内亚。1993年7月，交战各方在贝宁城市科托努达成协议，成立五人国务委员会掌握国家最高权力。1994年5月，过渡政府组成。1995年，由于各派均不满意权力分配方案，战火再起。8月，各派再次在尼日利亚首都阿布贾达成协议，以六人国务委员会取代五人国务委员会。9月，再次组成过渡政府。1996年，泰勒试图逮捕敌对派系首脑，导致内战再起。8月，在国际社会的压力下，各派又一次达成协议，同意全部解除武装。长达七年的内战合共造成了15万人死亡、85万人沦为难民，彻底摧毁了利比里亚经济。1997年2月，各派全部解除武装并改组为政党。7月，举行大选，泰勒当选总统。泰勒使用强力的非常手段控制了国家，实现了国内的和平，并着手开始重建经济。
然而在1999年，利比里亚北部又出现一支反政府武装，据信有着几内亚政府的支持，发动了第二次利比里亞內戰。到了2003年，泰勒政府仅控制不到三分之一的全国领土，蒙罗维亚也陷入围攻。以尼日利亚为首的西非国家共同体再一次派出了维和部队。8月11日，泰勒宣布辞职，向副总统摩西·布拉移交权力，并流亡尼日利亚。国际刑警组织以贪污和战争罪对泰勒发出了通缉令，但尼日利亚拒绝交出泰勒。尼日利亚宣称除非利比里亚合法政权提出引渡请求，否则不会放弃泰勒。2003年10月1日，联合国维持和平部队接管了利比里亚，着手解除内战各方武装。时至今日，仍有5,500名联合国军人驻扎在利比里亚。虽然骚动事件屡有发生，但是解除武装的工作仍在缓慢进行中。

### 過渡民主（2003年—）
2003年8月18日，布拉政府與各政黨社團共同簽署《阿克拉和平協定》，並於10月中旬組建全國過渡政府。查爾斯·久德·布賴恩特被推舉為全國過渡政府主席，並於10月14日宣誓就職。經過兩年的過渡期後，利比里亞在聯合國的監督下於2005年10月11日再次舉行了民主選舉，真輝格黨作為利比里亞轉型聯盟的一部分參加了大選。2006年，利比里亞轉型聯盟解散。在2011年大選中，真輝格黨計劃以單獨政黨的身份參加競爭，並同時支持團結黨籍的埃倫·約翰遜·瑟利夫總統競選第二個任期。然而，真輝格黨在選舉前五個月經歷了領導層的鬥爭，最終沒有提名任何候選人參加任何立法席位。

## 選舉

### 總統選舉
| 選舉   | 候選人                            | 得票     | %        | 結果     |
| ------ | --------------------------------- | -------- | -------- | -------- |
| 1869年 | 愛德華·詹姆斯·羅伊                |          |          | 當選     |
| 1871年 | 沒有參選                          | 沒有參選 | 沒有參選 | 沒有參選 |
| 1873年 | 沒有參選                          | 沒有參選 | 沒有參選 | 沒有參選 |
| 1875年 | 沒有參選                          | 沒有參選 | 沒有參選 | 沒有參選 |
| 1877年 | 安東尼·加迪納                     |          |          | 當選     |
| 1879年 | 安東尼·加迪納                     |          |          | 當選     |
| 1881年 | 安東尼·加迪納                     |          |          | 當選     |
| 1883年 | 支持希拉里·約翰遜（無黨籍）       |          |          | 當選     |
| 1885年 | 希拉里·約翰遜                     | 1,438    | 62.25%   | 當選     |
| 1887年 | 希拉里·約翰遜                     |          |          | 當選     |
| 1889年 | 希拉里·約翰遜                     |          |          | 當選     |
| 1891年 | 約瑟夫·詹姆斯·切斯曼              |          |          | 當選     |
| 1893年 | 約瑟夫·詹姆斯·切斯曼              |          |          | 當選     |
| 1895年 | 約瑟夫·詹姆斯·切斯曼              |          |          | 當選     |
| 1897年 | 威廉·科爾曼                       |          |          | 當選     |
| 1899年 | 威廉·科爾曼                       |          |          | 當選     |
| 1901年 | 加勒森·吉布森                     |          |          | 當選     |
| 1903年 | 亞瑟·巴克利                       |          |          | 當選     |
| 1905年 | 亞瑟·巴克利                       |          |          | 當選     |
| 1907年 | 亞瑟·巴克利                       |          |          | 當選     |
| 1911年 | 丹尼爾·霍華德                     |          |          | 當選     |
| 1915年 | 丹尼爾·霍華德                     |          |          | 當選     |
| 1919年 | 查爾斯·金                         |          |          | 當選     |
| 1923年 | 查爾斯·金                         | 45,000   |          | 當選     |
| 1927年 | 查爾斯·金                         | 243,000  | 96.43%   | 當選     |
| 1931年 | 埃德溫·巴克利                     |          |          | 當選     |
| 1939年 | 埃德溫·巴克利                     |          |          | 當選     |
| 1943年 | 威廉·杜伯曼                       |          |          | 當選     |
| 1951年 | 威廉·杜伯曼                       |          |          | 當選     |
| 1955年 | 威廉·杜伯曼                       | 244,873  | 99.5%    | 當選     |
| 1959年 | 威廉·杜伯曼                       | 530,566  | 100%     | 當選     |
| 1963年 | 威廉·杜伯曼                       | 565,044  | 100%     | 當選     |
| 1967年 | 威廉·杜伯曼                       | 566,684  | 100%     | 當選     |
| 1971年 | 威廉·杜伯曼                       | 714,005  | 100%     | 當選     |
| 1975年 | 威廉·托爾伯特                     | 750,000  | 100%     | 當選     |
| 1985年 | 沒有參選                          | 沒有參選 | 沒有參選 | 沒有參選 |
| 1997年 | 沒有參選                          | 沒有參選 | 沒有參選 | 沒有參選 |
| 2005年 | 支持瓦尼·薛曼（利比里亞轉型聯盟） | 76,403   | 7.8%     | 落選     |
| 2011年 | 支持埃倫·約翰遜·瑟利夫（團結黨）  | 607,618  | 90.7%    | 當選     |
| 2017年 | 沒有參選                          | 沒有參選 | 沒有參選 | 沒有參選 |
| 2023年 | 沒有參選                          | 沒有參選 | 沒有參選 | 沒有參選 |

### 參議院選舉
| 選舉   | 得票     | %                               | 議席     | +/–      | 名次     |
| ------ | -------- | ------------------------------- | -------- | -------- | -------- |
| 1955年 | 244,873  | 99.5%                           | 10 / 10  | 新       | ▲ 第1名  |
| 1959年 | 沒有資料 | 沒有資料                        | 沒有資料 | 沒有資料 | 沒有資料 |
| 1963年 | 沒有資料 | 沒有資料                        | 沒有資料 | 沒有資料 | 沒有資料 |
| 1967年 | 沒有資料 | 沒有資料                        | 沒有資料 | 沒有資料 | 沒有資料 |
| 1971年 | 沒有資料 | 沒有資料                        | 沒有資料 | 沒有資料 | 沒有資料 |
| 1975年 | 750,000  | 100%                            | 18 / 18  | ▲ 8      | ━ 第1名  |
| 1985年 | 沒有參選 | 沒有參選                        | 0 / 26   | ▼ 18     | 不適用   |
| 1997年 | 沒有參選 | 沒有參選                        | 0 / 64   | ━ 0      | 不適用   |
| 2005年 | 232,636  | 13.76% 利比里亞轉型聯盟的一部分 | 7 / 30   | ▲ 7      | ▼ 第2名  |
| 2011年 | 沒有參選 | 沒有參選                        | 0 / 30   | ▼ 7      | 不適用   |
| 2014年 | 沒有參選 | 沒有參選                        | 0 / 30   | ━ 0      | 不適用   |
| 2020年 | 9,577    | 1.09% 彩虹聯盟的一部分          | 0 / 30   | ━ 0      | ▼ 第6名  |
| 2023年 | 6,552    | 0.36% 彩虹聯盟的一部分          | 0 / 30   | ━ 0      | ▼ 第14名 |

### 眾議院選舉
| 選舉   | 得票     | %                               | 議席     | +/–      | 名次     |
| ------ | -------- | ------------------------------- | -------- | -------- | -------- |
| 1955年 | 244,873  | 99.5%                           | 29 / 29  | 新       | ▲ 第1名  |
| 1959年 | 沒有資料 | 沒有資料                        | 沒有資料 | 沒有資料 | 沒有資料 |
| 1963年 | 沒有資料 | 沒有資料                        | 沒有資料 | 沒有資料 | 沒有資料 |
| 1967年 | 沒有資料 | 沒有資料                        | 沒有資料 | 沒有資料 | 沒有資料 |
| 1971年 | 沒有資料 | 沒有資料                        | 52 / 52  | ▲ 23     | ━ 第1名  |
| 1975年 | 750,000  | 100%                            | 71 / 71  | ▲ 19     | ━ 第1名  |
| 1985年 | 沒有參選 | 沒有參選                        | 0 / 64   | ▼ 71     | 不適用   |
| 1997年 | 沒有參選 | 沒有參選                        | 0 / 64   | ━ 0      | 不適用   |
| 2005年 | 137,897  | 14.74% 利比里亞轉型聯盟的一部分 | 8 / 64   | ▲ 8      | ▼ 第2名  |
| 2011年 | 沒有參選 | 沒有參選                        | 0 / 73   | ▼ 8      | 不適用   |
| 2017年 | 14,723   | 0.96%                           | 0 / 73   | ━ 0      | ▼ 第18名 |
| 2023年 | 8,574    | 0.47% 彩虹聯盟的一部分          | 0 / 73   | ━ 0      | ▼ 第25名 |

## 軼事
1991年，真輝格黨迎來了一個名為「利比里亞全國真輝格黨」的政治團體的挑戰，而真輝格黨主席威脅採取法律行動，誘使「利比里亞全國真輝格黨」改變名稱。

## 外部連結
- LIBERIA: PROBLEMS OF AN AGING OLIGARCHY Central Intelligence Agency (CIA)